# Giochi della solidarietà islamica 2021
I Giochi della solidarietà islamica 2021 si sono svolti a Konya, in Turchia, dal 9 al 18 agosto 2022, ma si sarebbero dovuti svolgere inizialmente dal 20 al 29 agosto 2021, ma sono stati posticipati a causa della pandemia di COVID-19 e dello spostamento di un anno dell'Olimpiade di Tokyo.

## Paesi partecipanti
Tutti e 56 i Paesi membri della Islamic Solidarity Sports Federation (ISSF) avrebbero dovuto partecipato ai Giochi. Gli atleti provenienti dall'Egitto e Iraq, si ritirarono prima dell'apertura ufficiale dei Giochi.
- Afghanistan
- Albania
- Algeria
- Arabia Saudita
- Azerbaigian
- Bahrein
- Bangladesh
- Benin
- Brunei
- Burkina Faso
- Camerun
- Ciad
- Comore
- Costa d'Avorio
- Egitto

- Gabon
- Gambia
- Gibuti
- Giordania
- Guinea
- Guinea-Bissau
- Guyana
- Indonesia
- Iran
- Iraq
- Kazakistan
- Kirghizistan
- Kuwait
- Libano

- Libia
- Malaysia
- Maldive
- Mali
- Mauritania
- Marocco
- Mozambico
- Niger
- Nigeria
- Oman
- Pakistan
- Palestina
- Qatar
- Senegal

- Sierra Leone
- Somalia
- Sudan
- Suriname
- Siria
- Tagikistan
- Togo
- Tunisia
- Turchia
- Turkmenistan
- Uganda
- Emirati Arabi Uniti
- Uzbekistan
- Yemen

## Discipline
Gli sport previsti sono stati complessivamente 19.
Rispetto all'ultima edizione non ci sono stati rimossi la pallanuoto, i tuffi, il pugilato, il tennis, il Wushu e lo Varzesh-e Pahlavani, mentre sono stati aggiunti il ciclismo, le bocce, la kickboxing, la scherma e il tiro con l'arco.
- Atletica leggera (dettagli)
- Bocce (dettagli)
- Calcio (dettagli)
- Ciclismo (dettagli)
  -  Ciclismo su pista (dettagli)
  -  Ciclismo su strada (dettagli)
- Ginnastica artistica (dettagli)
- Ginnastica ritmica (dettagli)
- Judo (dettagli)
- Karate (dettagli)
- Kickboxing (dettagli)
- Lotta (dettagli)
- Nuoto (dettagli)
- Pallacanestro 3x3 (dettagli)
- Pallamano (dettagli)
- Pallavolo (dettagli)
- Scherma (dettagli)
- Sollevamento pesi (dettagli)
- Taekwondo (dettagli)
- Tennistavolo (dettagli)
- Tiro a segno (dettagli)
- Tiro con l'arco (dettagli)

## Medagliere
| Posiz. | Nazione             | Oro | Argento | Bronzo | Totale |
| ------ | ------------------- | --- | ------- | ------ | ------ |
| 1      | Turchia             | 145 | 107     | 89     | 341    |
| 2      | Uzbekistan          | 51  | 42      | 65     | 158    |
| 3      | Iran                | 39  | 44      | 50     | 133    |
| 4      | Azerbaigian         | 29  | 36      | 34     | 99     |
| 5      | Kazakistan          | 27  | 23      | 39     | 89     |
| 6      | Marocco             | 15  | 13      | 34     | 62     |
| 7      | Indonesia           | 13  | 14      | 29     | 56     |
| 8      | Bahrein             | 9   | 7       | 7      | 23     |
| 9      | Kirghizistan        | 8   | 8       | 15     | 31     |
| 10     | Algeria             | 7   | 12      | 23     | 42     |
| 11     | Kuwait              | 5   | 9       | 2      | 16     |
| 12     | Turkmenistan        | 4   | 6       | 13     | 23     |
| 13     | Qatar               | 4   | 3       | 5      | 12     |
| 14     | Emirati Arabi Uniti | 3   | 2       | 5      | 10     |
| 15     | Arabia Saudita      | 2   | 12      | 10     | 24     |
| 16     | Camerun             | 2   | 6       | 5      | 13     |
| 17     | Uganda              | 2   | 5       | 2      | 9      |
| 18     | Giordania           | 2   | 4       | 6      | 12     |
| 19     | Malaysia            | 2   | 1       | 4      | 7      |
| 20     | Gambia              | 2   | 0       | 0      | 2      |
| 21     | Nigeria             | 1   | 3       | 1      | 4      |
| 22     | Senegal             | 1   | 1       | 5      | 7      |
| 23     | Costa d'Avorio      | 1   | 1       | 3      | 5      |
| 24     | Oman                | 1   | 1       | 2      | 4      |
| 25     | Libia               | 1   | 0       | 3      | 4      |
| 26     | Burkina Faso        | 1   | 0       | 1      | 2      |
| 26     | Niger               | 1   | 0       | 1      | 2      |
| 28     | Pakistan            | 1   | 0       | 0      | 1      |
| 29     | Tagikistan          | 0   | 3       | 5      | 8      |
| 30     | Sudan               | 0   | 2       | 1      | 3      |
| 31     | Tunisia             | 0   | 1       | 6      | 7      |
| 32     | Libano              | 0   | 1       | 3      | 4      |
| 33     | Bangladesh          | 0   | 1       | 2      | 3      |
| 33     | Palestina           | 0   | 1       | 2      | 3      |
| 35     | Gibuti              | 0   | 1       | 1      | 2      |
| 36     | Albania             | 0   | 1       | 0      | 1      |
| 36     | Guinea              | 0   | 1       | 0      | 1      |
| 36     | Mali                | 0   | 1       | 0      | 1      |
| 36     | Togo                | 0   | 1       | 0      | 1      |
| 40     | Yemen               | 0   | 0       | 2      | 2      |
| 41     | Benin               | 0   | 0       | 1      | 1      |
| 41     | Guinea-Bissau       | 0   | 0       | 1      | 1      |
| 41     | Maldive             | 0   | 0       | 1      | 1      |
| 41     | Sierra Leone        | 0   | 0       | 1      | 1      |
| Totale | Totale              | 379 | 374     | 479    | 1232   |